# Quattro (skladatelská skupina)
Skladatelská skupina Quattro vznikla v roce 1996 a svůj umělecký program stavěla na přesvědčení, že současná klasická hudba může naléhavým a citově bohatým hudebním jazykem oslovit i současné posluchače. Skupinu tvořili skladatelé Sylvie Bodorová, Otmar Mácha, Luboš Fišer a Zdeněk Lukáš.

## Vznik skupiny
Myšlenka na vznik této skladatelské skupiny se objevila poprvé v roce 1995 z popudu dvou dlouholetých a blízkých přátel - Otmara Máchy a Luboše Fišera. Další osobou, kterou tito dva skladatelé oslovili a přizvali ke spolupráci, se stala Sylvie Bodorová, která v té době učila v USA na Universitě v Cincinnati v Ohiu. Sylvie Bodorová ani chvíli nezaváhala a nabídku přijala, jelikož si obou svých kolegů nesmírně vážila (s hudbou Luboše Fišera dokonce seznamovala i své studenty v USA). Dalším přizvaným členem skupiny se stal Zdeněk Lukáš.

## Založení a název skupiny
K první schůzce všech členů došlo v roce 1996, kdy se vzájemně dohodli, že do příštího setkání si každý připraví návrh názvu skupiny. Na další schůzku dorazili mezi prvními Luboš Fišer a Sylvie Bodorová a oba měli v rukou schovaný papírek s názvem skupiny. Na obou papírcích byl totožný název: Quattro. Tím bylo o názvu rozhodnuto.

## Komorní orchestr Quattro
V roce 2003 založil současný umělecký šéf a dirigent Marek Štilec Komorní orchestr Quattro, který nese své jméno na počest skladatelské skupiny Quattro. Tato skupina (v té době už bez Luboše Fišera, který zemřel v roce 1999) se rozhodla tomuto mladému hudebnímu tělesu propůjčit svůj název.